# Midsommarkransen (Stockholms tunnelbana)
Midsommarkransen ist eine unterirdische Station der Stockholmer U-Bahn. Sie befindet sich im gleichnamigen Stadtteil Midsommarkransen. Die Station wird von der Röda linjen des Stockholmer U-Bahn-Systems bedient. Sie zählt zu den eher mäßig frequentierten Stationen des U-Bahn-Netzes. An einem normalen Werktag steigen hier 5.400 Pendler zu und um.
Die Station wurde am 5. April 1964 als 54. Station der Tunnelbana in Betrieb genommen, als der erste Abschnitt der Röda linjen zwischen T-Centralen und Fruängen eingeweiht wurde. Die Bahnsteige befinden sich ca. 17 Meter unter der Erde. Die Station liegt zwischen den Stationen Liljeholmen und Telefonplan. Bis zum Stockholmer Hauptbahnhof sind es etwa fünf Kilometer.